# Gedelokaliseerd elektron
Een gedelokaliseerd elektron is een elektron in een molecuul of een vaste stof dat niet bij een specifiek atoom of een specifieke covalente binding hoort, maar is "uitgesmeerd" over het molecuul. Dit verschijnsel noemt men delokalisatie.

## Golf-eigenschappen
Delokalisatie is een golf-eigenschap en alle elektronen zijn in meerdere of mindere mate gedelokaliseerd omdat zij volgens het dualiteitsprincipe ook golfkarakter hebben. Voor sommige elektronen is echter een beschrijving met een lokaal karakter voldoende. Dit verklaart waarom oudere deeltjesmodellen van chemische binding zoals Lewis-structuurdiagrammen die niet van dualiteit uitgaan een behoorlijke mate van succes kenden. In veel gevallen is het echter een noodzaak om een beroep te doen op het golfkarakter van een elektron.

## Chemische bindingen
Ruwweg kunnen de elektronen in een molecuul in twee groepen worden verdeeld: elektronen die in lagere schillen in de atomen zitten, en sterk aan een atoom gebonden zijn en daarmee in hoge mate gelokaliseerd zijn, en de elektronen die de covalente bindingen verzorgen.  De valentiebindingstheorie beschrijft dit in termen van orbitalen: de orbitalen van twee atomen overlappen gedeeltelijk, wat energetisch voordelig kan zijn. In dat geval ontstaat er een binding tussen de twee atomen. Een benaderend model dat veel gehanteerd wordt is de beschrijving van de elektronenstructuur in termen van hybridisatie theorie: mengvormen van verschillende typen orbitalen geven een grotere overlap, daarmee een lagere energie en een stabielere binding. In dit model wordt de binding echter nog steeds als lokaal tussen twee atomen beschreven. In veel gevallen gaat een dergelijke lokale beschrijving niet meer op: in de toestand met de laagste energie (grondtoestand) strekken orbitalen zich over meerdere atomen uit.

## Voorbeelden

### Benzeen

Structuurformule van benzeen met aanduiding van de delokalisatie van de elektronen in de dubbele bindingen.

Het bekendste voorbeeld van delokalisatie is het benzeenmolecuul: de zes elektronen die de pi-bindingen tussen de C-atomen verzorgen, zijn gedelokaliseerd over de gehele ring. Men geeft dit vaak grafisch weer door een cirkel in het midden van de zeshoek. Een dergelijke structuur is niet goed te beschrijven in termen van gehybridiseerde gelokaliseerde orbitalen.
In principe zouden we alle elektronen als gedelokaliseerde orbitalen kunnen beschrijven, maar voor de andere elektronen dan de zes pi-elektronen leidt dat niet echt tot een betere beschrijving. Wel tot een boel extra werk, en daarom wordt dat meestal achterwege gelaten.

### Organische polymeren
Ook bij bepaalde polymeren komt delokalisatie voor. Hierbij zijn elektronorbitalen over de "ruggengraat" van het polymeer verspreid. Doordat de elektronen zich makkelijk over het polymeer kunnen verplaatsen, kunnen zulke polymeren elektrische geleiders of (vaker) halfgeleiders zijn, terwijl de meeste organische polymeren zeer slechte geleiders zijn.

### Metalen
In metalen en andere (bij benadering) periodieke (kristallijne) materialen zorgt de delokalisatie van de elektronen voor een bandstructuur. Dergelijke delokalisatie vereist dus niet dat de elektronenstructuur beschreven kan worden als een systeem van π-bindingen, zoals bij organische moleculen het geval is. Dit geldt overigens ook voor de bindingen in een halfgeleider als diamant. Ook daar is een sterk gedelokaliseerde beschrijving onontbeerlijk. Diamant is een halfgeleider met een hoge mobiliteit en niet een isolator.

## Andere beschrijvingen

De twee resonante structuren van benzeen

De Lewistheorie voor covalente bindingen beschrijft de structuur van een molecuul enkel in termen van enkele, dubbele en drievoudige bindingen, en kan geen goede beschrijving bieden van delokalisatie. Een fenomenologische "verklaring" wordt geboden door zogenaamde resonantiestructuren. Bij benzeen bijvoorbeeld, zijn er twee "mogelijke" structuurformules. Geen van beide beschrijft het molecuul correct, en men stelt het molecuul voor alsof het het 'gemiddelde' is van beide structuren (en de waarheid ligt vaak meer aan ene kant dan aan de andere kant, behalve bij symmetrische resonantie).